# Ginger ale

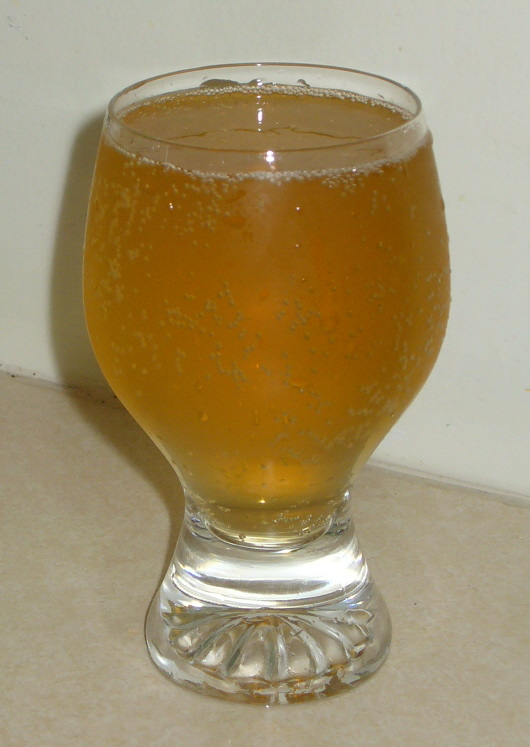
Ginger Ale.

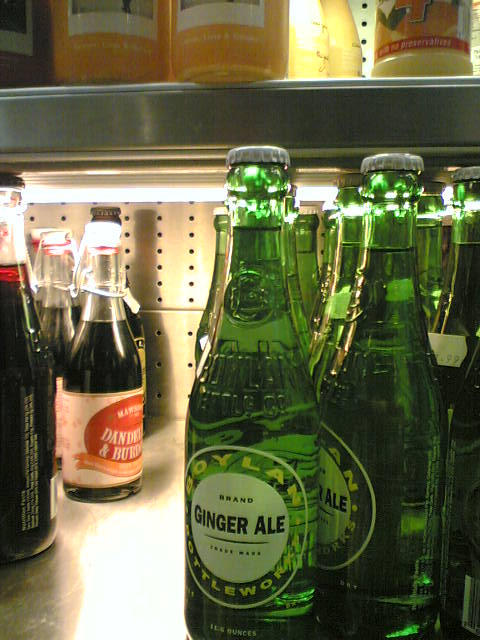
Buteljerad ginger ale

Ginger ale är en läskedryck smaksatt med ingefära (på engelska ginger). Drycken används särskilt som ingrediens i drinkar, och ibland för att råda bot på oroliga magar.

## Historia
Ginger ale finns i två varianter: golden (gyllene) ginger ale och dry (torr) ginger ale. Golden ginger ale skapades av den amerikanske apotekaren och kirurgen dr. Thomas Cantrell runt 1860 som ett alkoholfritt alternativ till det då populära ingefärsölet, och var den populäraste läsken i USA fram till 1930-talet.
En annan apotekare, kanadensaren John McLaughlin, skapade dry ginger ale 1904 genom att tillsätta aromer till kolsyrat vatten. Med patentet godkänt och klart 1907 började han sälja sin dryck under namnet "Canada Dry Ginger Ale". Denna nyhet med mindre "bett" av ingefära kom under förbudstiden 1920–1933 att snabbt gå förbi golden i popularitet, och idag är golden en ovanlig och ofta regional dryck. Vernors, Blenheim, Chelmsford och Red Rock är några exempel på golden ginger ale, medan Canada Dry, Schweppes och Seagram's är större märken av dry ginger ale.

## Några märken i urval
- Canada Dry
- Vernor's
- Schweppes
- Sussex
- Buffalo Rock
- Boylan
- Brunneby musteri